# Abou Azrael
Abou Azrael, de son vrai nom Ayyoub Faleh al-Rubaie, surnommé le « Rambo irakien », est un milicien islamiste chiite irakien. 
Lors de la seconde guerre civile irakienne, il devient une figure médiatique des Hachd al-Chaabi,.

## Biographie

### Carrière avant guerre
Selon Al Alam, le média étatique irakien, Abou Azrael serait un ancien professeur d'éducation physique et champion d'Irak de taekwondo. 

### Carrière militaire
Lors de la guerre d'Irak, il combat les Américains au sein de l'Armée du Mahdi. Puis au début de la guerre civile syrienne, il part combattre les rebelles aux côtés des forces de Bachar el-Assad.
En 2014, Abou Azrael rejoint les Brigades de l'imam Ali, un groupe armé accusée de multiples crimes de guerre sur des civils sunnites.
En 2016, il a été aperçu sur le champ de bataille lors de la bataille de Mossoul contre l'État islamique.
En 2023, pendant la guere à Gaza, Abu Azrael a affirmé se trouver près de la frontière israélo-libanaise, attendant « toute opportunité » d'entrer en Israël.

### Vie privée

#### Victime de coups en 2019
En octobre 2019, il a été roué de coups jusqu'à perdre connaissance par des Irakiens qui manifestaient sur la Place Tahrir à Bagdad (en) .

#### Santé
En 2020, il a été infecté par le COVID-19 et a subi des lésions pulmonaires.

## Controverses
En août 2015, il apparaît dans une autre vidéo en train de découper au sabre le corps brûlé d'un homme pendu par les pieds au-dessus d'un feu,. 
En juin 2017, d'autres vidéos d'exactions sont publiées : dans l'une d'elles Abou Azrael et ses hommes découpent en morceau des cadavres de combattants de l'État islamique, dans une autre vidéo le « Rambo irakien » brûle la barbe d'un djihadiste mort. Cette fois, ces images lui valent des critiques de la part du commandement des Brigades de l'imam Ali.

## Vidéographie
- Vidéo : Abu Azrael, "le Rambo d’Irak", France 24, 2 juin 2015.